# Cala de S'Aigua Blanca
La playa Cala de S'Aigua Blanca está situada en Santa Eulalia del Río, en la parte oriental de la isla de Ibiza, en la comunidad autónoma de las Islas Baleares, España.
Es una playa nudista, de arena dorada que se ubica bajo un acantilado que conduce a la playa a través de una rampa.